# 도원체육공원
도원체육공원(桃源體育公園, Dowon Sports Park)은 대한민국 경기도 화성시에 있는 스포츠 시설이다. 인조잔디 필드와 몬도트랙이 갖춰진 다목적 경기장이 설치되어 있으며, 2009년에 준공되었다.

## 참고 문헌
- “기타 공원 현황”. 화성도시공사. 2020년 3월 25일에 원본 문서에서 보존된 문서. 2020년 3월 25일에 확인함.
- 《전국 공공체육 시설 현황 (2017년말 기준)》. 대한민국 문화체육관광부. 2019.
- 《2019년 전국 공공체육시설 현황 (2018년말 기준)》. 대한민국 문화체육관광부. 2020.
- 《2023 전국 공공체육시설 현황 (2022년 12월말 기준)》. 대한민국 문화체육관광부. 2024.